# Blind Wives
Blind Wives er en amerikansk stumfilm fra 1920 af Charles Brabin.

## Medvirkende
- Marc McDermott
- Estelle Taylor som Anne / Annie / Annette
- Harry Southern som Johnny
- Annette Bracy
- Sally Crute